# Київський військовий млин

Остання автентична споруда комплексу військового млина Протасів яр, зруйнована 2020

Київський військовий млин — колишнє борошномельне підприємство, що існувало в Києві з 1885 року.  
Нині на місці колишнього підприємства - бізнес-центри «Горизонт-парк» та «Протасов» на вулиці Миколи Грінченка, 2/1 та 4.

## Історія підприємства
1885 року у Протасовому яру, а саме вздовж залізниці Київ — Курськ, на місці вирубаного Байкового гаю та колишнього хутора Байкова, побудували комплекс парового млина військового відомства. Комплекс складався із млина з димарем, пекарні, зерносховища та складів. Споруди були 2-3-поверховими. Оскільки млин належав до військового відомства і виробляв продукцію виключно для військових потреб, у більшості тогочасних довідкових видань, присвячених фабрикам та заводам, млин не згадано. Одна із небагатьох згадок про підприємство міститься у довіднику «Весь Юго-Западный край» (1913), проте на відміну від інших борошномельних підприємств, не зазначено обсяги виробництва.
Підприємство проіснувало до 1920 року, доки його не спалили польські війська.
У 1930–1932 роках частину спалених корпусів реконструювали під трикотажну та кравецьку фабрики, надавши їх фасадам рис конструктивізму. Ряд допоміжних споруд, а також димар, було із часом зруйновано. Проте і донині на торцях декількох корпусів колишніх трикотажної та кравецької фабрик збереглися архітектурні елементи старих споруд колишнього млина.
Неперебудованими після реконструкцій 1930–х-1950-х із комплексу колишнього млина на початку ХХІ століття залишалися дві старі двоповерхівки. На початку 2010-х одну з них знесли. Інша двоповерхівка, яка, стояла на початку вулиці Протасів яр і була останньою автентичною споруду військового млина, була знесена 16 грудня 2020 року.

## Споруда
Комплекс Київського військового млина до спалення у 1920 році був одним із найбільших комплексів млинарських споруд на території Києва.